# Jan Kovářík (učitel)
Jan Kovářík (22. září 1913 Vídeň – 27. prosince 1944 věznice Wohlau) byl český učitel, odbojář a oběť nacismu.

## Život
Jan Kovářík se narodil 22. září 1913 ve Vídni. V rodném městě vystudoval České reálné gymnázium Spolku Komenský. Stal se učitelem v menšinové škole ve Velkých Hošticích na Opavsku. Po Mnichovské dohodě a odstoupení českého pohraničí nacistickému Německu byl na podzim 1938 nucen Velké Hoštice opustit a odejít do vnitrozemí. Působil poté jako odborný učitel na měšťanské škole ve Starém Městě na Uherskohradišťsku. Po německé okupaci v březnu 1939 se zapojil do protinacistického odboje v organizaci Obrana národa. Za svou činnost byl 20. listopadu 1940 zatčen gestapem. Dne 29. října 1942 byl ve Vratislavi odsouzen na patnáct let vězení. Na následky věznění zemřel 27. prosince 1944 ve věznici ve Wohlau.